# Abbaye de Killenny
L’abbaye de Killenny ou de Glandy est une ancienne abbaye cistercienne située dans le comté de Kilkenny, en Irlande. Elle est fondée dans des conditions mal connues, mais est rattachée en 1185 à l'abbaye de Jerpoint.
Particulièrement pauvre, ou en tout cas très rapidement appauvrie, la communauté est rattachée dès 1227 à celle de Duiske, en tant que simple grange. Au XVIe siècle, cette grange est donnée à un aristocrate.
Il n'en reste rien.

## Localisation et toponymie
L'abbaye était située au lieu-dit Barrowmount, à environ un mile de Goresbridge. L'abbaye est nommée en latin Vallis Dei, soit « la vallée de Dieu »,.

## Histoire

### Fondation
L'abbaye est fondée en 1162 ou 1165. Suivant les sources, le fondateur est Dermot O Riain, ou Donnchad mac Gilla Pátraic Mac Giolla Phádraig. La donation est effectuée en présence de Diarmait Mac Murchada, roi de Leinster, de Laurent O’Toole, archevêque de Dublin, et de Felix Ua Duib Sláin (en), possible ancien abbé de Jerpoint et en tous les cas évêque d'Ossory. Les vingt premières années de l'abbaye sont mal connues. Diverses hypothèses ont été produites. Selon l'une d'entre elles, durant ces premières années, l'abbaye ait été bénédictine, mais cette hypothèses semble désormais invalidée,,,.
Quoi qu'il en soit, en 1185 l'abbaye est officiellement rattachée à Jerpoint et est dès lors considérée comme cistercienne. En 1202, les possessions de l'abbaye sont confirmées à l'abbé Thomas et ses moines, qui obtiennent le droit d'élire leur propre abbé.

### Ruine rapide
Toutefois le monastère a été insuffisamment doté, et le bruit court dès le début du XIIIe siècle que Killenny, accablée de dettes et incapable d'offrir l'hospitalité, ne sera pas économiquement viable. Il est possible que la pauvreté soudaine de l'abbaye soit due à la proximité du nouvel établissement de Duiske, ou Graignamanagh.
En 1217, l'abbaye est impliquée dans l'émeute de Jerpoint, dans le cadre de la conspiration de Mellifont. Alarmé par ces troubles, le chapitre général dépêche l'abbé de Froidmont en tournée d'inspection sur place. Celui-ci découvre le niveau d'endettement de Killeny et décide sa proche fermeture. En juillet 1227, c'est chose faite, Killenny devenant une simple grange de Duiske ; ce détachement de la filiation de Jerpoint provoque un très long conflit entre cette dernière et Duiske, qui dure, selon les sources entre soixante, et cent cinquante ans.
En 1276, une tentative de ré-ériger l'abbaye de Killenny est effectuée, mais sans succès. Toutefois la famille fondatrice conserve sa fidélité et confirme ainsi en 1424 les dons prodigués deux siècles et demi auparavant.

### Dissolution
En tant que grange, Killenny subsiste jusqu'en 1525 ; à cette date, elle est accordée à Charles Cavenagh (ou Kavanagh) pour un bail de soixante ans. Un document daté de 1548 montre que Cavenagh possède toujours le monastère, qualifié de « Old Abbey », à cette époque, mais aucune présence des moines n'est attestée. En 1558, Cavenagh est enterré dans l'ancienne abbaye,.

## Architecture
Il ne reste plus rien de l'abbaye.

### Chartes et manuscrits
- (en) Inspeximus by P., Abbot of Dublin, H. Abbot of Mellifont and other abbots, addressed to the abbots of Cîteaux, la Ferté, Pontigny, etc., of the pacification made between the Convents of Jerpoint and Duiske concerning Killenny Abbey, May 15, 1289, Dublin, Bibliothèque nationale d'Irlande (présentation en ligne)

- (en) Confirmation by the Abbots of Cîteaux, La Ferté, Pontigny, Clairvaux and Morimund of the reduction of Killenny Abbey to a grange and its union with Duiske, 1227, Dublin, Bibliothèque nationale d'Irlande (présentation en ligne)